# Lasioglossum macroprosopum
Lasioglossum macroprosopum är en biart som först beskrevs av Jason Gibbs 2010. Den ingår i släktet smalbin och familjen vägbin. Arten finns i sydöstra Kanada till nordöstra USA.

## Beskrivning
Det avlånga huvudet och mellankroppen är metalliskt blågröna. Munskölden har ett brett, övre, mörkbrunt fält, och ett undre, smalare, bronsfärgat. Antennerna är mörkbruna, med den yttre, undre delen blekt gulbrun hos honan, orangegul hos hanen. Vingarna är halvgenomskinliga med blekt brungula ribbor. Bakkroppen är rödbrun, med segmentens bakkanter genomskinligt, ljust gulbruna. Behåringen är vit och inte särskilt tät utom på bakkroppens ovansida hos honan. Biet är litet: Kroppslängden är 6 till 6,3 mm hos honan, omkring 5 mm hos hanen.

## Utbredning
Utbredningsområdet omfattar British Columbia i sydöstra Kanada samt Washington och Oregon i nordöstra USA.